# WDR 2

Logo von 1970 bis 1995

WDR 2 ist die Pop- und Infowelle des Westdeutschen Rundfunks, dessen Zielgruppe (in werberelevanter Hinsicht) insbesondere 25- bis 59-jährige Hörer sind.

## Programmprofil

Logo von 1996 bis 2012

Das Programm von WDR 2 ist tagesbegleitend ausgelegt, es gibt aber – insbesondere in den Abendstunden – auch Inhalte, die gezieltes Einschalten ermöglichen. Im Tagesprogramm bietet das Programm einen Wechsel aus Nachrichten, Musik, Beiträgen, Service und Unterhaltung. WDR 2 spielt aktuelle Popmusik sowie Charterfolge aus den letzten vier Dekaden. Jeweils vor der vollen und der halben Stunde wird in der Regel Funkwerbung ausgestrahlt. Halbstündlich und bei Bedarf erfolgen Verkehrshinweise.
Programmchef ist seit dem 1. März 2022 Jürgen Kraus. Sein Vorgänger war Jochen Rausch, der in den Ruhestand gegangen ist. Gesendet wird überwiegend aus den digitalen WDR 2-Studios, die in den WDR Arkaden untergebracht sind. Der Sender unterhält eine eigene Hotline, die per E-Mail, Telefon, Fax, SMS und WhatsApp zu erreichen ist. Die Telefonnummer ist bei Höreraufrufen kostenlos, für Höreranfragen steht eine Kölner Festnetznummer zur Verfügung.

## Programmzentrum

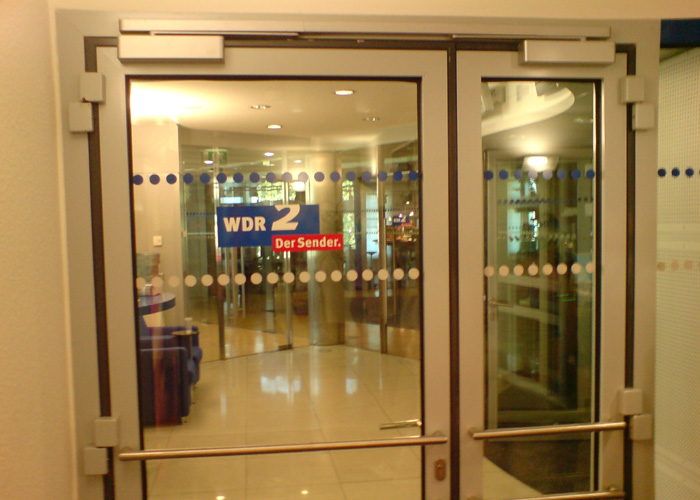
Eingang zu dem Programmzentrum

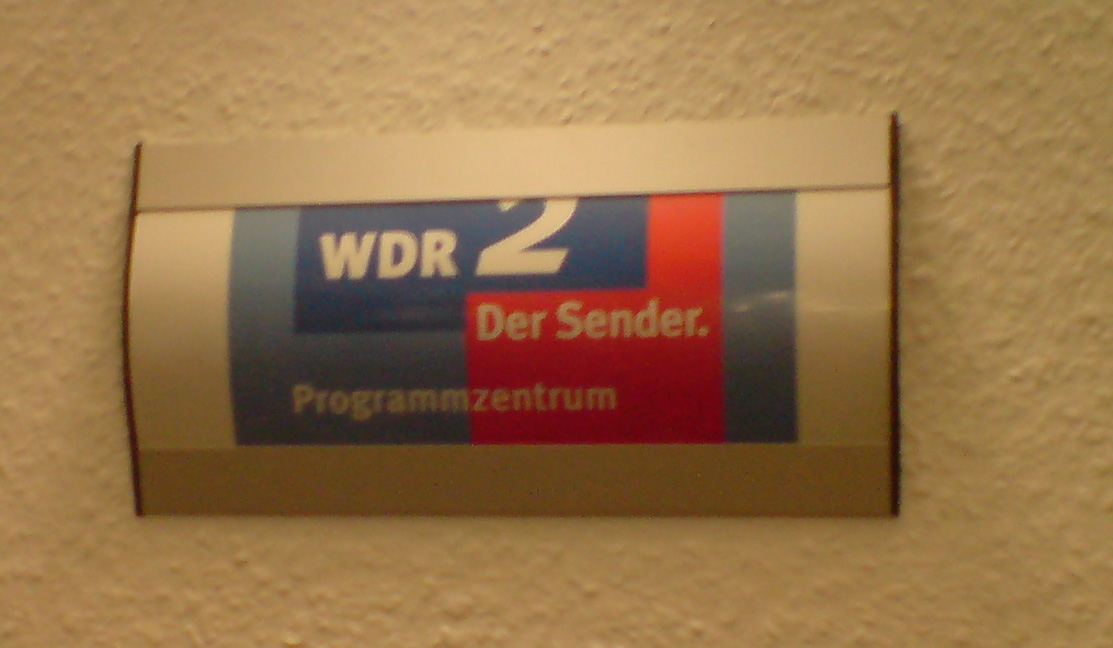
Türschild

Das Programmzentrum von WDR 2 befand sich bis 2014 im Kölner Funkhaus am Wallrafplatz direkt in der Innenstadt in der Nähe des Domes, welches ab April 1948 gebaut worden ist und in Abwendung vom Klassizismus mit geschwungenen Linien und vielen Flächen für Lichteinfall die Leichtigkeit der 1950er Jahre verkörpert. Im Inneren befindet sich ein Paternosteraufzug, der jedoch nur von den Betriebsangehörigen genutzt werden darf. Ansonsten stehen normale Aufzüge und eine Wendeltreppe zur Verfügung. Heute residieren noch die Sender WDR 3 und WDR 4 in dem Gebäude, das zum Kulturhaus umfunktioniert wurde.

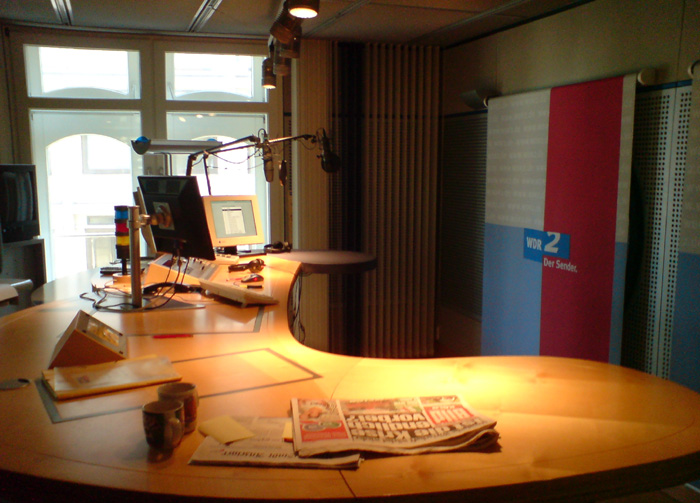
Blick in ein Sendestudio.

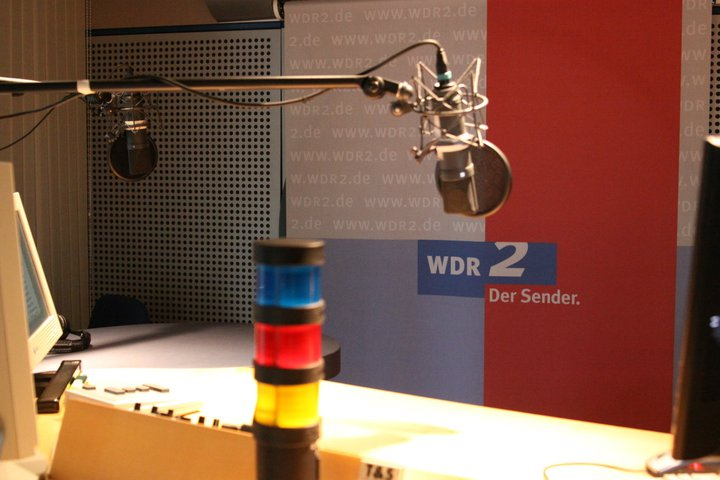
Platz des Moderators im Sendestudio.

Im Rahmen des Projekt Radio 2020 verließ WDR 2 das Funkhaus am Wallrafplatz und zog 2014 in die WDR Arkaden etwas weiter westlich in der Kölner Innenstadt. Dort sind im 1LIVE-Haus auch die Radiosender 1LIVE (Einzug im April 2012) und die Kölner Redaktion des multikulturellen Radioprogramms COSMO untergebracht. Gemeinsam mit WDR 5 bezog WDR 2 dort das News-Haus.
Aufgrund seiner Stellung als Informationswelle würde WDR 2 von allen WDR-Programmen im Krisenfall zuletzt abgeschaltet werden.
Der Programmablauf ist überwiegend digitalisiert; lediglich für manche Musikeinspielungen im Rahmen der musikalischen Abendsendungen wird auf Schallplatten zurückgegriffen. Ansonsten steht ein vollkommen digitalisiertes System zur Verfügung, als Sendesystem wird Dira der Firma VCS verwendet – für die Sendeablaufsteuerung steht On-Air-Control zur Verfügung.

## Historische Entwicklung

### Geschichtlicher Überblick bis Ende der 1990er Jahre
Das Programm entstand am 30. April 1950 während der NWDR-Ära. Dieser öffentlich-rechtliche Sender war seit 1946 für die britische Besatzungszone zuständig. Nach Gründung der Bundesrepublik sendete der NWDR für die Bundesländer Hamburg, Niedersachsen, Nordrhein-Westfalen und Schleswig-Holstein sowie für West-Berlin zunächst ein gemeinsames Programm über Mittelwelle. Da die Kopenhagener Wellenkonferenz von 1948 dem besiegten Deutschland nur noch wenige gut zu empfangende Mittelwellen-Frequenzen gelassen hatte, wurde in Deutschland nach Alternativen gesucht. Nach der Einführung der UKW-Technik im Jahr 1950 sendete der NWDR mit Hauptsitz in Hamburg neben seinem Mittelwellen-Programm zwei UKW-Programme – UKW-Nord und UKW-West –, woraus später NDR 2 und WDR 2 erwachsen sind.
Während dieser Anfangsjahre entstanden die ältesten noch heute im Programm stehenden Radiosendungen in Deutschland. So zum Beispiel die Regionalsendung Zwischen Rhein und Weser, die UKW-West seit dem 30. April 1950 sendete und die erst im Mai 2017 eingestellt wurde. Das gilt auch für das Mittagsmagazin, das im „Zweiten Programm des Westdeutschen Rundfunks“ – wie WDR 2 in den 1960er Jahren offiziell hieß – am 1. Februar 1965 zum ersten Mal ausgestrahlt wurde. Die Sendung lief von 13:05 Uhr bis 15:30 Uhr. Moderator der ersten Sendung war Walter Hahn, der zusammen mit Dieter Thoma (später WDR-Radio-Chefredakteur) als „Erfinder“ dieser Urform aller aktuellen Radiomagazine in Deutschland gilt. Erster Redaktionsleiter wurde Hellmut Prinz, der vom Saarländischen Rundfunk kam. Das Mittagsmagazin war aus dem Stand ein Erfolg und hatte nach wenigen Monaten schon eine Einschaltquote von über 50 Prozent. Dieser Zuspruch hatte zur Folge, dass ab 13. Februar 1967 das Mittagsmagazin durch das Morgenmagazin (6:05 bis 8:45 Uhr) ergänzt wurde. Erste Moderatoren waren Gisela Marx und Reinhard Münchenhagen.
Nachdem WDR 2 in den 1960er Jahren von aktuellen Magazinen und moderner Unterhaltungsmusik geprägt gewesen war, wurde ab Mitte der 1970er Jahre das Programm nach und nach zur aktuellen Welle mit populärer Rock- und Popmusik ausgebaut. Legendär im Programm dieser Zeit waren Sendungen wie In Between, moderiert von Michael Rüsenberg, Schwingungen und Rock in, moderiert von Winfrid Trenkler, Schlagerrallye, moderiert von Wolfgang Neumann, später Robert Treutel und Wolfgang Roth (später auf WDR 1), Diskothek im WDR mit Mal Sondock, die Oldie-Show und später Yesterday mit Roger Handt, die Dave-Colman-Show, die Sendung Fünf nach Sieben – Radiothek oder auch Freie Fahrt ins Wochenend’ am Samstagvormittag. Musikredakteur der Schlagerrallye und des Mittagsmagazins war viele Jahre lang Buddha Krämer.
Zwischen 1974 und 1994 moderierte Carmen Thomas Hallo Ü-Wagen, die erste Mitmachsendung im Rundfunk, in der sie 20 Jahre lang wöchentlich Menschen zu vom Publikum angeregten Alltags- und Tabuthemen mit Experten und Publikum live interviewte.
Ab Mitte der 1980er Jahre bestand ein ständiger interner Wettbewerb zwischen den beiden Wellen WDR 1 und WDR 2 um die junge Hörerschaft, da WDR 2 bis dahin der eigentliche Jugendsender des WDR war. Es gab zu dieser Zeit viele Moderatoren, die bei beiden Sendern zu hören waren. Bereits seit Sommer 1986, und noch verstärkt seit Oktober 1991, musste sich WDR 2 diese Zielgruppe mit WDR 1 teilen, welches in seiner Ausrichtung bereits etwas „jugendlicher“ gewesen war. Die jugendlichen Zuhörer der 1970er und 1980er Jahre entsprechen der Zielgruppe des heutigen Senders.
Nach Beschluss des Rundfunkrats wurden ab 1987 Rundfunkwerbesendungen in WDR 2 eingeführt, was zu schwierigen Grundsatzdiskussionen führte.
Im Jahr 1991 wurde die bisher auf WDR 1 ausgestrahlte Sendung Sport und Musik, in der die Fußball-Bundesliga und die ARD-Schlusskonferenz übertragen wurden, von WDR 1 ins Programm von WDR 2 genommen.
Nachdem WDR 1 aufgrund schwindender Einschaltquoten am 1. April 1995 in die neue Jugendwelle Eins Live umgewandelt worden war, positionierte sich WDR 2 als Konsequenz in mehreren Schritten zur heutigen Service- und vor allem Informationswelle des WDR.

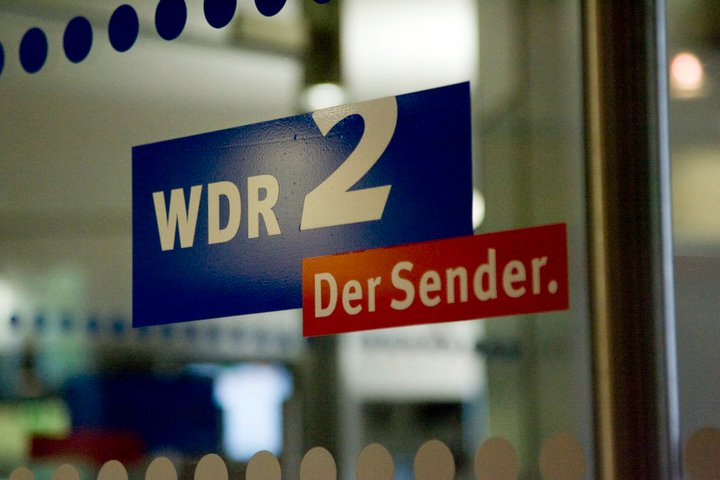
Das neu eingeführte Logo nach der Programmreform im Jahr 1995 mit dem Claim „Der Sender.“.

Am 2. Januar 1995 fand eine umfangreiche Programmreform bei WDR 2 statt. Der Sender wurde zur aktuellen Informationsleitwelle des WDR ausgebaut: In Abgrenzung vor allem zu Eins Live wurde WDR 2 ein mit Musikanteilen geprägtes Nachrichten-, Informations- und Serviceprogramm. Parallel dazu wurden, gleichzeitig mit einem neuen gesamten Erscheinungsbild des WDR, das rechtwinklige Logo sowie der Claim „WDR 2 – Der Sender.“ geschaffen. In dieser Zeit wurde beispielsweise die Sendung Westzeit (gesendet aus Dortmund) geschaffen und die Regionalnachrichten von der damaligen NRW-Welle WDR Radio 5 (heute WDR 5) übernommen und eingeführt. Tagsüber wurde dazu um kurz nach halb für zwei bis vier Minuten in die einzelnen Regionalstudios des WDR geschaltet. Weitere Neuerung war die Vereinheitlichung der Abendsendungen ab 19:20 Uhr. Darüber hinaus wurde die bis dahin legendäre Doppelmoderation im Morgenmagazin abgeschafft.
Im Jahr 1998 wurde die Ausrichtung als Informationsprogramm fortgesetzt und das Nachrichtenmagazin eingeführt. Hierbei handelte es sich um eigene Nachrichten von WDR 2, die während der Woche zunächst alle zwei Stunden von 8:05 Uhr bis 18:00 Uhr ausgestrahlt wurden. Während der übrigen Zeit wurden weiterhin die zentral produzierten WDR-Nachrichten gesendet. Wesentlicher Bestandteil im Vergleich zu den übrigen WDR-Nachrichten waren Beiträge in Form von Originaltönen als Einspielung, daher auch die Bezeichnung „O-Ton-Nachrichten“.

### Weitere Entwicklung

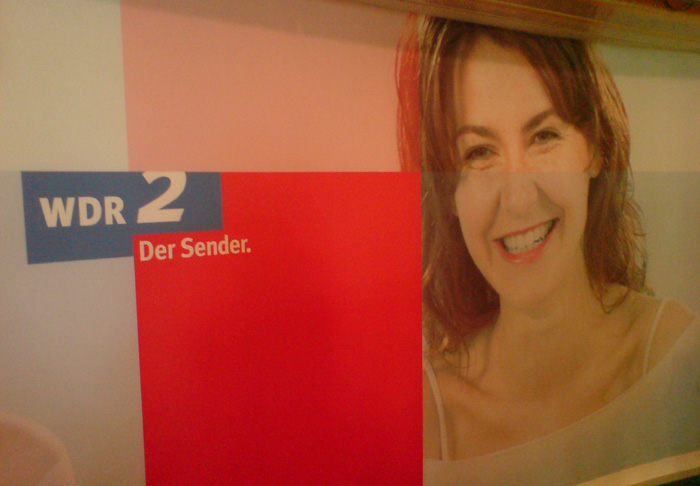
Das Logo nach der Programmreform von März 2005.

Zu Beginn des Jahres 2000 gab es weitere Änderungen. Die Sendung ZeitZeichen, bisher ab 19:05 Uhr, wurde in die Programme von WDR 3 und WDR Radio 5 verlegt und mit dem Stichtag bei WDR 2 eine neue Sendereihe mit Blick auf historische Inhalte geschaffen. Darüber hinaus wurden die Jingles ein wenig abgeändert, der Zusatz „Der Sender“ am Ende entfiel und stattdessen wurde der Name des Moderators der Sendung genannt. Der Claim wurde in den Folgejahren teilweise abgewandelt verwendet, so zum Beispiel mit dem Zusatz „Das Wesentliche“ im Rahmen einer Image-Kampagne in Printmedien im Jahr 2003. Das eigenständige Nachrichtenmagazin wurde abgeschafft und stattdessen gab es von 8:00 Uhr an von Montag bis Freitag jede Stunde welleneigene Nachrichten. Seit 2001 gibt es dafür ein eigenes Nachrichtenstudio im WDR-2-Programmzentrum.
Zum 1. März 2005 wurde eine weitere Programmreform vorgenommen, in deren Zuge ein komplett neues On-Air-Design eingeführt wurde. Die Jingles waren von nun an allgemeiner gehalten, sodass kein Name des Moderators mehr genannt wurde. Der Claim „Der Sender.“ blieb bestehen und wurde um den nicht permanent zum Einsatz kommenden Zusatz „Das Leben hören.“ ergänzt. Station-Voices waren seitdem Karsten Klaue († 11/2014) und Marion von Stengel. Seit der Programmreform werden zwischen 6:00 und 18:00 Uhr, an Wochenenden ab 8:00 Uhr, stündlich eigene Nachrichten gesendet. Im Übrigen wurden die Regionalnachrichten zur halben Stunde auf eine einheitliche Länge von drei Minuten gebracht. Eine weitere Änderung war, dass ab diesem Zeitpunkt nicht mehr die Westzeit, sondern die Sendung Zwischen Rhein und Weser aus dem Studio Dortmund gesendet wird. Als neue Sendung wurde das Nachtleben in der Nacht von Samstag auf Sonntag eingeführt, die jedoch bereits Mitte 2007 wieder eingestellt wurde.
Mitte April 2007 wurde das Programm am Wochenende neu gestaltet. Die Westzeit und das Mittagsmagazin kompakt am Samstag sowie die Sendung Der Sonntag am Sonntagvormittag entfielen. Dafür wurden zwei Personality-Shows von 9:05 Uhr bis 14:00 Uhr eingeführt: am Samstag Bug am Samstag, moderiert von Thomas Bug, und am Sonntag Matuschik am Sonntag mit Matthias Matuschik. Der Beginn der Sendung Liga Live am Samstag wurde auf 14:05 Uhr vorverlegt. Anfang Januar 2008 wurde Matuschik am Sonntag durch die inhaltsähnliche Sendung Zwei am Sonntag (seit August 2009: WDR 2 am Sonntag) ersetzt. Statt Bug am Samstag läuft seit März 2008 Der Samstag (seit August 2009: WDR 2 am Samstag).
Am 5. Mai 2008 erhielten die Musiksendungen am Abend die einheitliche Bezeichnung Musikclub und die sendereigenen Nachrichten wurden bis 20:00 Uhr verlängert. Zudem wurden neue Opener für die Sendungen und ein eigener Verkehrsjingle eingeführt.
Seit September 2008 wurden – speziell in den Sendungen Yesterday und Musikclub-Classics – wieder einzelne Musiktitel mittels EMT 948 von der Schallplatte eingespielt.
Am 2. Januar 2009 stellte WDR 2 sein eigenes Nachtprogramm ein und übernahm stattdessen die ARD-Popnacht, die man lediglich montags und mittwochs weiterhin selbst produzierte.
Ab etwa 2010 begann man damit, die Musikauswahl im Tagesprogramm neu auszurichten. In den Jahren zuvor hatte man vermehrt auf Musiktitel, die der breiten Masse noch nicht geläufig waren, und solche, die von Kritikern gut aufgenommen wurden, gesetzt und somit einen Gegenpol zum einzigen privaten landesweit empfangbaren Konkurrenten radio NRW geschaffen. Von nun an übte man vermehrt den Einsatz von Titeln, deren Akzeptanz in Befragungen zuvor hinreichend sichergestellt worden war. In diesem Zuge verengte man die Rotation deutlich und setzte verstärkt auf aktuelle Musik, um dem Modell des Durchschnittshörers gerecht zu werden, der sich weniger als eine Stunde am Stück dem Radio zuwendet, in dieser Zeit jedoch seine Lieblingstitel hören möchte.
Am 2. Januar 2011 ist WDR 2 aus der ARD-Popnacht ausgestiegen und übernahm stattdessen das Nachtprogramm von NDR 2 mit dem gemeinsamen Titel NDR 2 und WDR 2: Die Nacht. Zudem sendete man zwischen 1:00 Uhr und 5:00 Uhr die stündlichen Hörfunk-Nachrichten des NDR. Damit produziert der WDR-Hörfunk nachts auf keiner seiner Wellen mehr ein eigenes Live-Format.
Am 17. Januar 2011 erhielt die Homepage von WDR 2 eine komplette Überarbeitung. Wesentliche Neuerung war die stärkere Einbindung von aktuellen Nachrichten – unter anderem auch von der Homepage der Tagesschau –, sodass es sich nun eher um ein Nachrichtenportal als um die Darstellung des Senders handelt. Nahezu alle Beiträge des Programms können seit der Überarbeitung noch einmal online angehört werden.
Seit März 2011 sendet WDR 2 ausschließlich aus Köln, das Studio Dortmund wird nun von WDR 4 genutzt.
Ab 9. Januar 2012 erneuerte man nach 13 Jahren die Regional-Nachrichten im Programm, die nun mit dem Namen NRW Infos bezeichnet werden. Zeitlich erfolgte eine Reduzierung der Ausstrahlungen auf die stündlichen Zeiten montags bis freitags nur noch zwischen 6:30 Uhr und 9:30 Uhr sowie zwischen 14:30 Uhr und 17:30 Uhr und samstags zwischen 7:30 Uhr und 10:30 Uhr. Inhaltlich gibt es statt vieler einzelner Kurznachrichten eine Beschränkung auf wenige Themen. Es werden stattdessen mehr Live-Reportagen, Hintergrundberichte, Kommentare und Umfragen gesendet. Montags bis freitags zwei Mal täglich (14:30 Uhr und 17:30 Uhr) wird sogar nur ein Thema behandelt, wofür mit zweieinhalb Minuten etwas mehr Zeit als sonst zur Verfügung steht. Am Samstag gibt es Informationen speziell zum Wochenende in der jeweiligen Region mit Veranstaltungshinweisen. Der Name änderte sich in „WDR 2 für…“ (zum Beispiel: „…das Münsterland“).
Seit Anfang September 2012 existiert nach 16 Jahren für den Außenauftritt ein neues Logo, welches sich an das ebenfalls neu eingeführte Corporate Design des WDR anlehnt. Das bisher typische blaue Winkel-Emblem des WDR sowie der Claim entfallen in der Darstellung. Stattdessen ist eine reine Wort-Marke mit einem parallelogrammförmigen Balken mit einer „2“ zu sehen. Letzterer ist in der roten Farbe des Radiosenders gehalten.
Am 28. Januar 2013 erfolgte eine Programmreform, welche die Sendestrecken des Tagesprogramms von Montag bis Freitag betraf. Die bisher angewandte kontinuierliche Programmstruktur mit Morgenmagazin (ab 5:05 Uhr bis 9:00 Uhr), Westzeit (ab 9:05 Uhr bis 12:00 Uhr), Mittagsmagazin (ab 12:05 Uhr bis 15:00 Uhr) sowie Zwischen Rhein und Weser (ab 15:05 Uhr bis 18:00 Uhr), bei der noch die einzelnen Sendungen im Vordergrund standen, wurde zu Gunsten einer Dreiteilung aufgegeben. Das Morgenmagazin dauert nun eine Stunde länger (5:05 Uhr bis 10:00 Uhr), die Sendungen Westzeit, Mittagsmagazin und Zwischen Rhein und Weser verschmolzen zu zwei neuen Sendungen: Unter dem Motto „Mit WDR 2 immer gut durch den Tag“ geht die erste neue Sendestrecke von 10:05 Uhr bis 14:00 Uhr und beinhaltet ab 12:05 Uhr das Mittagsmagazin. Die zweite erstreckt sich unter dem Motto „Mit WDR 2 in den Feierabend“ von 14:05 Uhr bis 19:00 Uhr und beinhaltet ab 16:05 Uhr Zwischen Rhein und Weser. Überarbeitet wurde zudem das On-Air-Design mit neuen Jingles, Drops und Unterlegern unter Beibehaltung der im Frühjahr 2005 eingeführten Stationvoice. Der 18 Jahre lang verwendete Slogan „WDR 2 – Der Sender.“ wird nicht mehr benutzt, stattdessen erfolgen verschiedene Bezeichnungen mit Bezug zum Sendernamen wie „Immer Ihre Musik. WDR 2.“ oder „Immer gut informiert. WDR 2.“
Mitte August 2013 gab es eine Neuordnung des Abendprogramms sowie Änderungen bei der Fußballsendung Liga Live: Nach der Einstellung von Yesterday wegen des altersbedingten Ausscheidens Roger Handts kommt am Samstag die neu geschaffene Sendung Zu Gast bei Tobias Häusler und Zu Gast bei Thomas Bug im wöchentlichen Wechsel. Eine stärkere Unterteilung bekamen die neu geschaffenen abendlichen musikjournalistischen Sendungen WDR 2 Made in Germany, WDR 2 Lounge, WDR 2 Heart of Rock und WDR 2 Trends, die den im Jahr 2008 eingeführten Musikclub ablösen. Die Sendung Liga Live wurde um Social Radio ergänzt. Über diese Plattform können sich Radio hörende Fußballfans von nun an austauschen, den Reportern in den Stadien Fragen stellen oder sich via Twitter an den Geschehnissen beteiligen. Im Studio beobachten die Social-Radio-Reporter die Diskussionen im Netz und bringen die Thematiken in die Sendung mit ein.
Seit April 2015 ist David Annel die neue Station Voice des Senders.
Am 29. Mai 2017 kam es zu einer neuen Positionierung von WDR 2. Das Programm wurde grundlegend überarbeitet. Sendungen wie der WDR 2 MonTalk und die WDR 2 Arena wurden gestrichen. Die Weltzeit wurde auf den Sonntag verschoben und lief bis zur Einstellung Ende 2024 vier Stunden lang von 20:04 Uhr bis 0:00 Uhr. Neu dabei ist die Sendung WDR 2 Jörg Thadeusz, die vom gleichnamigen Moderator jeweils eine Stunde von Montag bis Donnerstag moderiert wird. Danach folgt WDR 2 POP! bis 23:30 Uhr mit Moderator Michael Gebhart und Mike Litt sowie Moderatorin Steffi Klaus und Conni Wonigeit.
Reaktiviert wurde das WDR 2 Mittagsmagazin, das nun werktags in der Zeit von 13:04 Uhr bis 15:00 Uhr gesendet wird. Dies hat zur Folge, dass die neu benannte Sendung WDR 2 Der Morgen (davor: WDR 2 Der frische Start in den Tag) von 5:04 Uhr bis 9:00 Uhr dauert. Im Zuge dieser Umstellung verließ Moderator Uwe Schulz den Sender in Richtung WDR 5, für ihn wechselte Jan-Malte Andresen aus dem Nachmittag. Thorsten Schorn unterstützt das Team im Nachmittag. Nach 9:00 Uhr folgt WDR 2 Der Vormittag. Außerdem bekam Moderatorin Steffi Neu am Samstag mit WDR 2 Die Steffi-Neu-Show ein eigenes Format. Die Sendung läuft von 9:04 Uhr bis 14:00 Uhr, bevor in der fußballfreien Zeit WDR 2 Samstag Live, sonst WDR 2 Liga Live von Sven Pistor oder Michael Dietz moderiert wird. Anfang 2018 übernahm WDR 2 wieder die ARD-Popnacht
Ende November 2020 wurde überraschend auch das WDR 2 Morgenmagazin reaktiviert. Damit trage man „einem gestiegenen Informations- aber auch Diskussionsbedürfnis“ des Publikums Rechnung. So verlasse man bei Bedarf oder großem Publikumsinteresse „das gelernte Gerüst der Primetime-Sendung“, um Politiker und Verantwortungsträger „mit der Wirklichkeit des Alltags zu konfrontieren“, heißt es in einer WDR-Pressemitteilung.
Mitte Juni 2024 wurde das komplette Sound-Design von WDR 2 überarbeitet. Alle Layout-Elemente sollen nach Angaben von Programmdirektor Jürgen Kraus zeitgemäß klingen und zur Musikfarbe des Senders passen.
Anfang Januar 2025 wurde mit Einführung des WDR 2 Abendmagazins das Informationsangebot weiter ausgebaut. Der Talk mit Jörg Thadeusz läuft seither sonntags von 12:04 Uhr bis 14:00 Uhr.

## Moderatoren
- Aktuelle Moderatoren: Tobias Altehenger, Jan Malte Andresen, Thomas Bug, Michael Dietz, Michael Gebhart, Ralph Günther, Tobias Häusler, Sabine Heinrich, Johanna Horn, Steffi Klaus, Mike Litt, Steffi Neu, Sven Pistor, Stefan Quoos, Fabian Raphael, Conny Raupold, Marlis Schaum, Thorsten Schorn, Marco Schreyl, Johannes Simon, Katharina te Uhle, Max von Malotki, Thilo Jahn, Gisela Steinhauer, Jörg Thadeusz, Michael Westerhoff, Conni Wonigeit und Udo Vieth.

- Ehemalige Moderatoren: Alan Bangs, Jens-Peter Beiersdorf, Matthias Bongard, Cathrin Brackmann, Manfred Breuckmann, Michael Brocker, Kurt Brumme (†), Rolf Buttler (†), Renata Calani, Dave Colman, Randi Crott, Gerd Depenbrock, Lothar Dombrowski (†), Günter vom Dorp, Walter Erasmy (†), Manfred Erdenberger, Anke Feller, Frank Gazon, Kurt Gerhardt, Jascha Habeck, Klaus Jürgen Haller, Roger Handt, Tom Hegermann, Kerstin Hermes, Werner Höfer (†), Gudrun Höpker, Stephan Karkowsky, Horst Kläuser, Wolfgang Klein, Heike Knispel, Dieter Könnes, Buddha Krämer, Friedrich Küppersbusch, Werner Labriga (†), Patrick Lynen, Gisela Marx, Matthias Matuschik, Reinhard Münchenhagen, Wolfgang Neumann, Helmut Prinz, Jan-Hendrik Raffler, Helmut Rehmsen, Michaela Rensing, Wolfgang Roth (†), Michael Rüsenberg, Katrin Schmick, Anne Schneider, Dietmar Schott, Uwe Schulz, Aviva Semadar, Birthe Söhnichsen, Rüdiger Sommerling (†), Mal Sondock (†), Claus Stürznickel, Dieter Thoma (†), Carmen Thomas, Robert Treutel, Stefan Vogt, Christine Westermann, Annette Wieners und Jürgen Mayer.

##### Yesterday

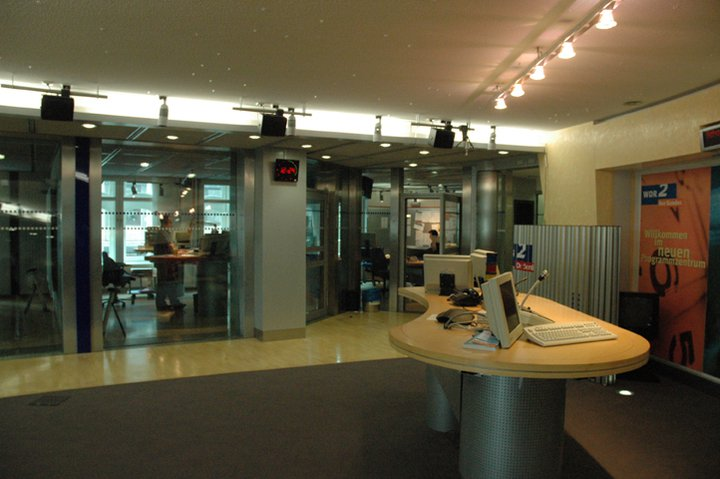
Die Arena, das dritte Studio, von der auch Ausgaben der Sendung Yesterday oder Arena ausgestrahlt wurden.

## On Air Design

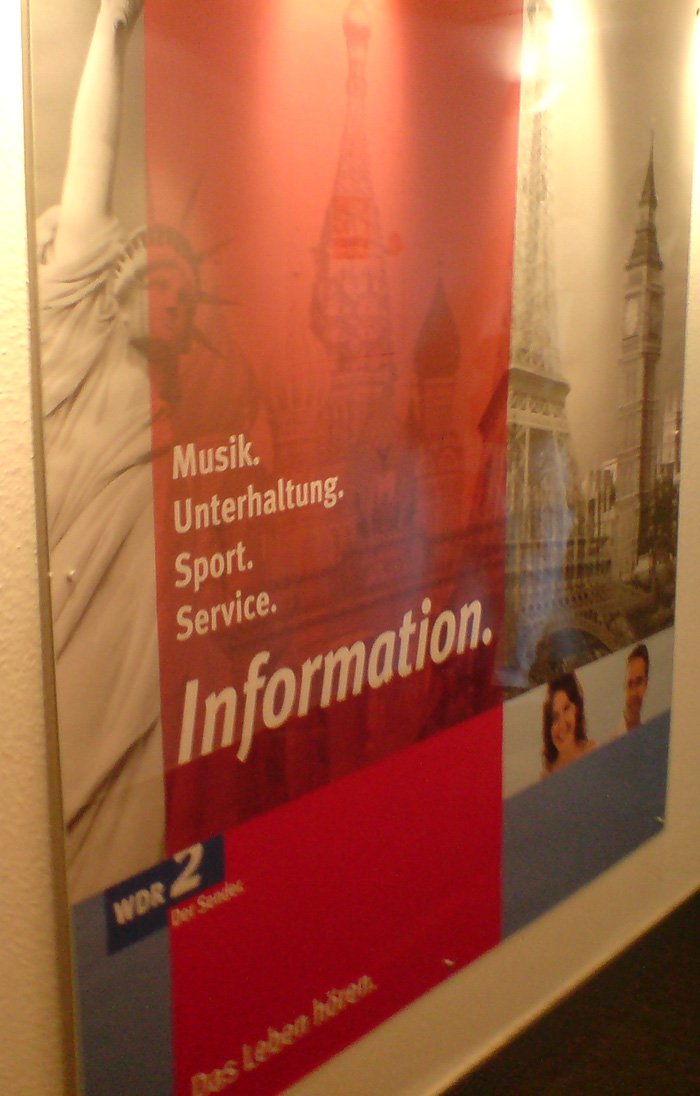
Der Claim ab März 2005 mit Plakat

### Weihnachtswunder (Serious Request)

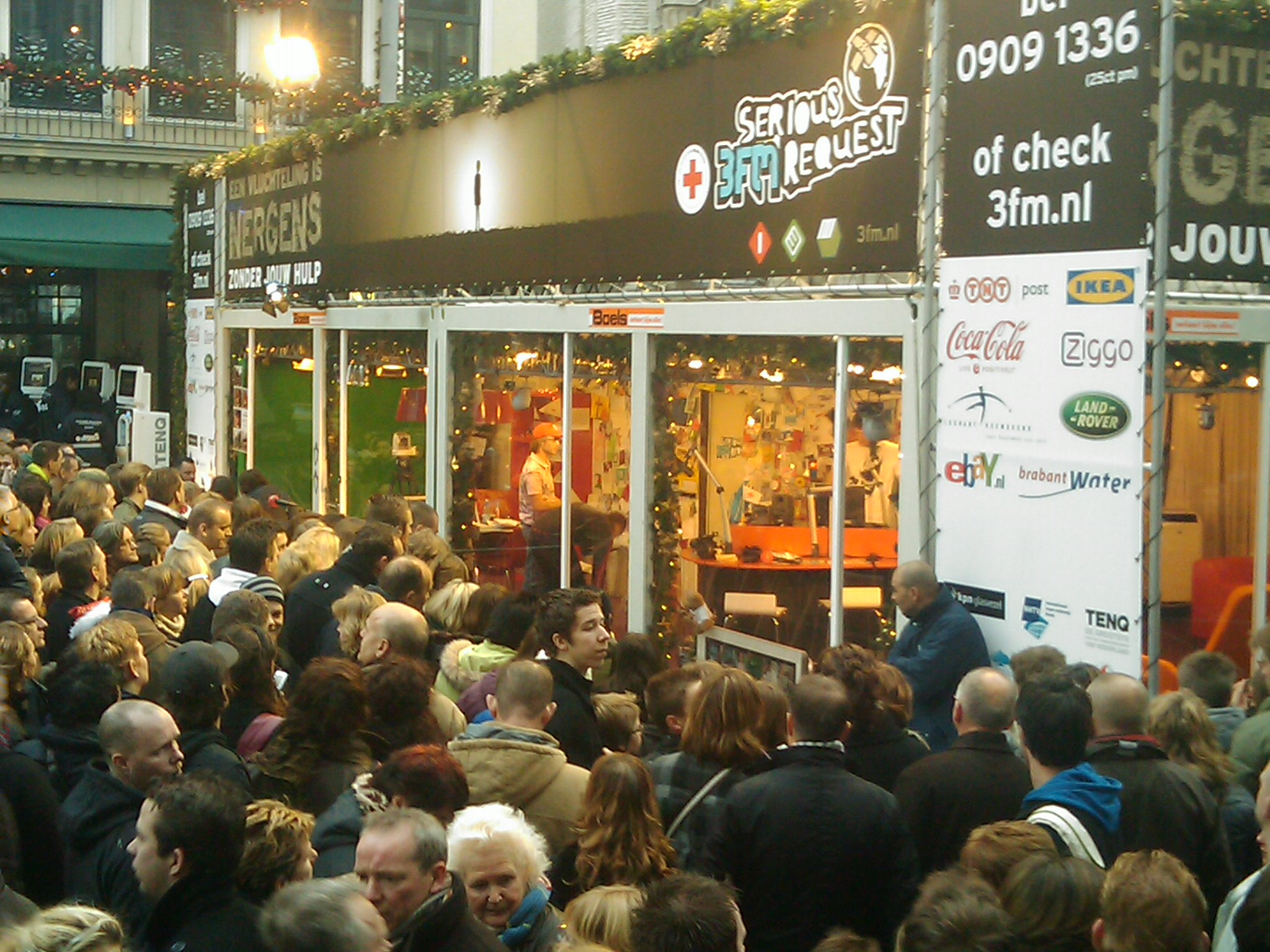
Serious Request in den Niederlanden, 2008

## Heutige Programmgestaltung

### Schema

#### Allgemeines
WDR 2 Das Morgenmagazin läuft vier Stunden von 5:04 Uhr bis 9:00 Uhr. Maßgeblicher Inhalt sind die schnelle aktuelle Information über das Geschehen der Nacht und ein Ausblick auf die Themen des Tages. Inhaltlich werden vor allem Interviews, Mitmachaktionen und Service geboten. Die Sendestrecke am Vormittag umfasst ebenfalls vier Stunden von 9:04 Uhr bis 13:00 Uhr (WDR 2 Der Vormittag). Zentrale Elemente sind Interviews, Reportagen und Hintergrundberichte zu wichtigen Themen des Tages. Zwischen 12:04 Uhr und 13:00 Uhr läuft WDR 2 Die gute Stunde. Sie ist Bestandteil der Vormittagssendung und soll mit im weitesten Sinne positiven Informationen einen anderen Blick auf den Tag werfen. Im Anschluss – von 13:04 Uhr bis 15:00 Uhr, läuft für zwei Stunden WDR 2 Das Mittagsmagazin. Es liefert aktuelle Informationen, viel Hintergrund und vor allem Einordnungen.
Es folgt von 15:04 Uhr bis 19:00 Uhr WDR 2 Der Nachmittag, inhaltlich unter Fortschreibung der Aktualität sowie mit Anregungen für den Abend (Kultur, Service) und Unterhaltung durch Comedy. Im Rahmen der Sendung läuft um 18:00 Uhr Der Tag um sechs, eine ausführliche Nachrichtenausgabe mit einer Länge von rund zehn Minuten. Ab 19:04 Uhr wird WDR 2 Das Abendmagazin gesendet, welches zum Ende des Tages einen Überblick über die aktuellen Entwicklungen geben soll. Anschließend übernimmt WDR 2 bis 5:00 Uhr (am Samstag, Sonn- und Feiertag bis 6:00 Uhr) das Programm vom Südwestrundfunk. Auf die um 21:04 Uhr (sonntags um 20:04 Uhr) beginnende Sendung Pop – Die Abendshow folgt um 0:04 Uhr die ARD-Popnacht. Beide Sendungen werden von SWR3 produziert.
Am Samstagnachmittag wird im Anschluss an WDR 2 Die Steffi Neu Show oder alternativ WDR 2 Die Samstagsshow (jeweils von 9:04 Uhr bis 14:00 Uhr) ab 14:04 Uhr die Sendung WDR 2 Liga Live zum aktuellen Bundesligaspieltag ausgestrahlt. Danach ist von 18:04 Uhr bis 21:00 Uhr die WDR 2 Hausparty zu hören.
Am Sonntag gibt es ab 8:04 Uhr die Gesprächssendung Sonntagsfragen, ab 9:04 Uhr folgt WDR 2 Die Sonntagsshow. Von 12:04 Uhr an läuft die Talksendung WDR 2 Jörg Thadeusz, welche vom gleichnamigen Moderator präsentiert wird. Thadeusz sendet dabei stets aus dem ARD-Hauptstadtstudio in Berlin. Ab 14:04 Uhr kommt die Sendung WDR 2 Sonntag Live mit Informations- und Unterhaltungsinhalten sowie Berichten von den Sonntagsspielen der 1. und 2. Fußball-Bundesliga und weiteren Sportveranstaltungen.

### Programmübersicht

#### Montag bis Freitag
| Sendung                  | Sendezeit     | Moderator(in)                                                    |
| ------------------------ | ------------- | ---------------------------------------------------------------- |
| WDR 2 Das Morgenmagazin  | 5 bis 9 Uhr   | - Sabine Heinrich - Jan Malte Andresen                           |
| WDR 2 Der Vormittag      | 9 bis 12 Uhr  | - Steffi Neu - Katharina te Uhle - Johannes Simon                |
| WDR 2 Die gute Stunde    | 12 bis 13 Uhr | - Steffi Neu - Katharina te Uhle - Johannes Simon                |
| WDR 2 Das Mittagsmagazin | 13 bis 15 Uhr | - Marlis Schaum - Tobias Altehenger - Ralph Günther - Thilo Jahn |
| WDR 2 Der Nachmittag     | 15 bis 19 Uhr | - Michelle Fausten - Thomas Bug - Thorsten Schorn                |
| WDR 2 Das Abendmagazin   | 19 bis 21 Uhr | - Johanna Horn - Marco Schreyl - Stefan Quoos                    |

### Samstag
| Sendung                            | Sendezeit     | Moderator(in)                                                  |
| ---------------------------------- | ------------- | -------------------------------------------------------------- |
| WDR 2 Das Morgenmagazin am Samstag | 6 bis 9 Uhr   | - Marlis Schaum - Tobias Altehenger                            |
| WDR 2 Die Steffi Neu-Show          | 9 bis 14 Uhr  | - Steffi Neu                                                   |
| WDR 2 Liga Live                    | 14 bis 18 Uhr | - Sven Pistor (Hauptmoderator) - Marco Schreyl - Michael Dietz |
| WDR 2 Hausparty                    | 18 bis 21 Uhr | - Conni Wonigeit - Tobias Häusler                              |

### Sonntag
| Sendung                 | Sendezeit     | Moderator(in)                                                  |
| ----------------------- | ------------- | -------------------------------------------------------------- |
| WDR 2 Der Sonntagmorgen | 6 bis 8 Uhr   | - Johanna Horn - Stefan Quoos                                  |
| WDR 2 Sonntagsfragen    | 8 bis 9 Uhr   | - Gisela Steinhauer                                            |
| WDR 2 Die Sonntagsshow  | 9 bis 12 Uhr  | - Marco Schreyl                                                |
| WDR 2 Jörg Thadeusz     | 12 bis 14 Uhr | - Jörg Thadeusz                                                |
| WDR 2 Sonntag Live      | 14 bis 20 Uhr | - Michael Dietz (Hauptmoderator) - Sven Pistor - Marco Schreyl |